# 鈴沼
鈴沼（すずぬま、ルリ沼とも）は、宮城県加美郡色麻町にある沼で、県立自然公園船形連峰に含まれている。

## 概要
県立自然公園船形連峰の大滝キャンプ場から北北西へ徒歩8分の距離にあり、ブナの原生林が周囲を覆っている。

## 交通
- 東北新幹線古川駅から車で90分
- 東北自動車道・大和インターチェンジから車で90分